# Phaeomarasmius rimulincola
Phaeomarasmius rimulincola är en svampart som först beskrevs av Gottlob Ludwig Rabenhorst, och fick sitt nu gällande namn av Peter D. Orton 1960. Enligt Catalogue of Life ingår Phaeomarasmius rimulincola i släktet Phaeomarasmius,  och familjen Inocybaceae, men enligt Dyntaxa är tillhörigheten istället släktet Phaeomarasmius,  och familjen Tubariaceae. Arten är reproducerande i Sverige. Inga underarter finns listade i Catalogue of Life.